# Матчи сборной Санкт-Петербурга по футболу (1910)
Сезон 1910 года стал девятым в истории сборной Санкт-Петербурга по футболу.
В нём сборная провела 5 официальных матчей (в том числе 3 международных) и 4 неофициальных.

## Классификация матчей
По установившейся в отечественной футбольной истории традиции официальными принимаются
- Все соревновательные матчи[К 4] официальных турниров — чемпионатов СССР, Российской империи и РСФСР — во времена, когда они проводились среди сборных городов (регионов, республик), и сборная Санкт-Петербурга (Ленинграда) была субъектом этих соревнований; к числу таковых относятся также матчи футбольных турниров на Спартакиадах народов СССР 1956 и 1979 года.
- Междугородние товарищеские игры сборной сильнейшего состава без формальных ограничений[К 5] с адекватным по статусу соперником. Матчи с клубами Санкт-Петербурга и других городов, со сборными не сильнейшего состава и д.п. составляют другую категорию матчей.
- Международные матчи с соперниками топ-уровня — в составах которых выступали футболисты, входившие в национальные сборные либо выступавшие в чемпионатах (лигах) высшего соревновательного уровня своих стран — как профессионалы, так и любители[К 6]. Практиковавшиеся (в основном, в 1920—1930-х годах) международные матчи с так называемыми «рабочими» и им подобными по уровню командами, состоявшими, как правило, из неконкурентоспособных игроков-любителей невысокого уровня, заканчивавшиеся нередко их разгромными поражениями, отнесены в отдельную категорию матчей.

## Статистика сезона
| 1910          |                                                            |      |
| МН 1          | Санкт-Петербург — ХИФК Гельсингфорс                        | 4:5  |
| МН 2          | Санкт-Петербург — Гельсингфорс                             | 0:5  |
| Н (1)         | Санкт-Петербург (ВОФЛ, «русские») — «Британский» КС Москва | 1:7  |
| Н (2)         | Санкт-Петербург (ВОФЛ, англичане) — «Британский» КС Москва | 1:1  |
| МГ 5          | Санкт-Петербург — Москва                                   | 2:0  |
| МГ 6          | Санкт-Петербург — Москва                                   | 0:3  |
| Н (3)         | Санкт-Петербург (II) — «Спорт»                             | 0:4  |
| Н (4)         | Санкт-Петербург (II) — «Коринтианс» Прага                  | 0:15 |
| МН 3          | Санкт-Петербург — «Коринтианс» Прага                       | 5:4  |
| Итого         |                                                            |      |
| И В Н П М     |                                                            |      |
| 5 2 0 3 11−17 |                                                            |      |
| 4 0 1 3 2−27  |                                                            |      |

## Официальные матчи

### 5. Санкт-Петербург — ХИФК Гельсингфорс — 4:5
Международный товарищеский матч 1 (отчет)

| Санкт-Петербург                             | 4:5 | ХИФХ Гельсингфорс                                           |
| ------------------------------------------- | --- | ----------------------------------------------------------- |
| - ? ~20′ - Г.Никитин 2:4′ - ? 3:4′ - ? 4:5′ |     | - 11′ ? - ~50′ Э.Нюман - 1:3′ Омен - 1:4′ Б.Бакман - 3:5′ ? |

| Игрок             | Клуб       |                                                                                    | Вышел на замену | Гол  |
| ----------------- | ---------- | ---------------------------------------------------------------------------------- | --------------- | ---- |
| Медведев, Борис   | «Спорт»    | Серебряный гол · Серебряный гол · Серебряный гол · Серебряный гол · Серебряный гол | 1               | (-5) |
|                   |            |                                                                                    |                 |      |
| Ганш, Богдан      | «Спорт»    |                                                                                    | 2               |      |
| Соколов, Пётр     | «Удельная» |                                                                                    | 1               |      |
|                   |            |                                                                                    |                 |      |
| Уверский, Алексей | «Спорт»    |                                                                                    | 2               |      |
| Хромов, Никита    | «Удельная» |                                                                                    | 2               |      |
| Кушель, Александр | «Спорт»    |                                                                                    | 1               |      |
|                   |            |                                                                                    |                 |      |
| Оленчиков, Фёдор  | «Спорт»    |                                                                                    | 1               |      |
| Сорокин, Пётр     | «Спорт»    |                                                                                    | 3               | 1    |
| Данкер, Александр | «Меркур»   |                                                                                    | 2               | 1    |
| Никитин, Григорий | «Спорт»    | Гол                                                                                | 2               | 1    |
| Лапшин, Евгений   | «Спорт»    |                                                                                    | 1               |      |

| ХИФК Гельсингфорс |     |
| ----------------- | --- |
| Хольмстрём        |     |
|                   |     |
| Б.Виберг          |     |
| Скогстрём         |     |
|                   |     |
| Сьёблом           |     |
| Янссон            |     |
| Р.Бакман          |     |
|                   |     |
| Э.Нюман           |     |
| Х.Нюман           | Гол |
| Омен              | Гол |
| Линдбак           |     |
| Б.Бакман          | Гол |

### 6. Санкт-Петербург — Гельсингфорс — 0:5
Международный товарищеский матч 2 (отчет)

| Санкт-Петербург | 0:5 | Гельсингфорс |
| --------------- | --- | ------------ |
|                 |     |              |

| Игрок             | Клуб            |                                                                                    | Вышел на замену | Гол   |
| ----------------- | --------------- | ---------------------------------------------------------------------------------- | --------------- | ----- |
| Медведев, Борис   | «Спорт»         | Серебряный гол · Серебряный гол · Серебряный гол · Серебряный гол · Серебряный гол | 2               | (-10) |
|                   |                 |                                                                                    |                 |       |
| Ганш, Богдан      | «Спорт»         |                                                                                    | 3               |       |
| Петерсен, Ялмар   | «Интернационал» |                                                                                    | 1               |       |
|                   |                 |                                                                                    |                 |       |
| Уверский, Алексей | «Спорт»         |                                                                                    | 3               |       |
| Хромов, Никита    | «Удельная»      |                                                                                    | 3               |       |
| Кушель, Александр | «Спорт»         |                                                                                    | 2               |       |
|                   |                 |                                                                                    |                 |       |
| Егоров, Иван      | «Спорт»         |                                                                                    | 3               | 1     |
| Сорокин, Пётр     | «Спорт»         |                                                                                    | 4               | 1     |
| Данкер, Александр | «Меркур»        |                                                                                    | 3               | 1     |
| Никитин, Григорий | «Спорт»         |                                                                                    | 3               | 1     |
| Лапшин, Евгений   | «Спорт»         |                                                                                    | 2               |       |

| Гельсингфорс |  |
| ------------ |  |
| Хольмстрём   |  |
|              |  |
| Г.Андерссон  |  |
| Скогстрём    |  |
|              |  |
| Холопайнен   |  |
| К.Сойнио     |  |
| Р.Бакман     |  |
|              |  |
| Ниска        |  |
| Х.Нюман      |  |
| Омен         |  |
| Таннер       |  |
| Б.Бакман     |  |

|  |  |  |

### 7. Санкт-Петербург — Москва — 2:0
Междугородний товарищеский матч 5 (отчет)

| Санкт-Петербург | 2:0 | Москва |
| --------------- | --- | ------ |
|                 |     |        |

| Игрок                    | Клуб       |  | Вышел на замену | Гол  |
| ------------------------ | ---------- |  | --------------- | ---- |
| Шюман, Эрих              | «Коломяги» |  | 1               | (-0) |
|                          |            |  |                 |      |
| Марков, Владимир         | «Коломяги» |  | 1               |      |
| Соколов, Пётр            | «Удельная» |  | 2               |      |
|                          |            |  |                 |      |
| Уверский, Алексей        | «Спорт»    |  | 4               |      |
| Хромов, Никита           | «Удельная» |  | 4               |      |
| Кушель, Александр        | «Спорт»    |  | 3               |      |
|                          |            |  |                 |      |
| Егоров, Иван             | «Спорт»    |  | 4               | 1    |
| Сорокин, Пётр            | «Спорт»    |  | 5               | 1    |
| Белобородов II, Владимир | «Меркур»   |  | 1               |      |
| Данкер, Александр        | «Меркур»   |  | 4               | 1    |
| Иванов, Александр        | «Удельная» |  | 1               |      |

| Москва       |  |
| ------------ |  |
| Кудрявцев    |  |
|              |  |
| Пампель      |  |
| В.Мишин      |  |
|              |  |
| Э.Чарнок     |  |
| Трипп        |  |
| С.Филатов II |  |
|              |  |
| Томлинсон    |  |
| Говард       |  |
| Поляков      |  |
| В.Чарнок     |  |
| А.Мишин      |  |

|  |  |

### 8. Санкт-Петербург — Москва — 0:3
Междугородний товарищеский матч 6 (отчет)

| Санкт-Петербург | 0:3 | Москва                   |
| --------------- | --- | ------------------------ |
|                 |     | - 13′ 32′ 44′ А.Филиппов |

| Игрок               | Клуб       |                                                  | Вышел на замену | Гол  |
| ------------------- | ---------- | ------------------------------------------------ | --------------- | ---- |
| Шюман, Эрих         | «Коломяги» | Серебряный гол · Серебряный гол · Серебряный гол | 2               | (-3) |
|                     |            |                                                  |                 |      |
| Марков, Владимир    | «Коломяги» |                                                  | 2               |      |
| Соколов, Пётр       | «Удельная» |                                                  | 3               |      |
|                     |            |                                                  |                 |      |
| Уверский, Алексей   | «Спорт»    |                                                  | 5               |      |
| Хромов, Никита      | «Удельная» |                                                  | 5               |      |
| Кушель, Александр   | «Спорт»    |                                                  | 4               |      |
|                     |            |                                                  |                 |      |
| Егоров, Иван        | «Спорт»    |                                                  | 5               | 1    |
| Сорокин, Пётр       | «Спорт»    |                                                  | 6               | 1    |
| Тилленберг, Георгий | «Меркур»   |                                                  | 1               |      |
| Данкер, Александр   | «Меркур»   |                                                  | 5               | 1    |
| Иванов, Александр   | «Удельная» |                                                  | 2               |      |

| Москва         |                 |
| -------------- | --------------- |
| Н.Ильин        |                 |
|                |                 |
| Бэзиг          |                 |
| В.Мишин        |                 |
|                |                 |
| Н.Кынин        |                 |
| Трипп          |                 |
| С.Филатов II   |                 |
|                |                 |
| А. И. Филиппов | Гол · Гол · Гол |
| М.Филиппов     |                 |
| Поляков        |                 |
| В.Чарнок       |                 |
| Житарев        |                 |

|  |  |  |

### 9. Санкт-Петербург — «Коринтианс» Прага (Богемия) — 5:4
Международный товарищеский матч 3 (отчет)

| Санкт-Петербург                                  | 5:4 | «Коринтианс» Прага                                  |
| ------------------------------------------------ | --- | --------------------------------------------------- |
| - Г.Никитин ~20′ ~40′ ~65′ ~85′ - А.Филиппов 80′ |     | - ~30′ ~35′ Медек - ~34′ Буковский - ~70′ Ян Зденек |

| Игрок                  | Клуб       |                                                                   | Вышел на замену | Гол  |
| ---------------------- | ---------- | ----------------------------------------------------------------- | --------------- | ---- |
| Нагорский, Пётр        | «Спорт»    | Серебряный гол · Серебряный гол · Серебряный гол · Серебряный гол | 1               | (-4) |
|                        |            |                                                                   |                 |      |
| Соколов, Пётр          | «Удельная» |                                                                   | 4               |      |
| Латонин, Сергей        | «Удельная» |                                                                   | 1               |      |
|                        |            |                                                                   |                 |      |
| Уверский, Алексей      | «Спорт»    |                                                                   | 6               |      |
| Хромов, Никита         | «Удельная» |                                                                   | 6               |      |
| Кушель, Александр      | «Спорт»    |                                                                   | 5               |      |
|                        |            |                                                                   |                 |      |
| Егоров, Иван           | «Спорт»    |                                                                   | 6               | 1    |
| Филиппов, Александр П. | «Коломяги» | Гол                                                               | 1               | 1    |
| Данкер, Александр      | «Меркур»   |                                                                   | 6               | 1    |
| Никитин, Григорий      | «Спорт»    | Гол · Гол · Гол · Гол                                             | 4               | 5    |
| Иванов, Александр      | «Удельная» |                                                                   | 3               |      |

| «Коринтианс» Прага |           |
| ------------------ | --------- |
| Гейда              |           |
|                    |           |
| Р.Веселы           |           |
| Штрымпл            |           |
|                    |           |
| Чех                |           |
| Буковский          | Гол       |
| Франя              |           |
|                    |           |
| Коваржик           |           |
| Й.Бенеш            |           |
| Медек              | Гол · Гол |
| Выгнановский       |           |
| Ян Зденек          | Гол       |

|  |  |

## Неофициальные матчи
1. Междугородний товарищеский матч)
| 28 авг Неоф (1) | Санкт-Петербург (ВОФЛ, «русские») | 1:7 | «Британский» КС | Поле «Невских», Санкт-Петербург |
| (ВОФЛ, «русские»): Борейша - А.Уэбб, Турков - Кристоферсен, Ад.Лауман, Гладков - Колайко, Куренков, Шепердсен, Моисеев, Ал.Гюлих «Британский» КС: Гебхард – Паркер, Даунн – Ланн-II, А. Эллисон, Питти – К.Нэш, Д.Ланн, Т.Джонс, Ньюман, Д.Уайтхед |                                   |     |                 |                                 |

2. Междугородний товарищеский матч)
| 29 авг Неоф (2)                                                                                                   | Санкт-Петербург (ВОФЛ, англичане) | 1:1 | «Британский» КС | Поле «Невских», Санкт-Петербург |
| «Британский» КС: Гебхард – Паркер, Даунн – Ланн-II, А. Эллисон, Питти – К.Нэш, Д.Ланн, Т.Джонс, Ньюман, Д.Уайтхед |                                   |     |                 |                                 |

3. Товарищеский матч 
| 1 окт Неоф (3) | Санкт-Петербург (II) | 0:4 | «Спорт» | Поле «Спорта», Санкт-Петербург |
| Санкт-Петербург: Коробицын - П.Соколов, Я.Белобородов-I - Власенко, Кениг, Комиссаров - Дробинский, Луговской-II, В.Белобородов-II, Боде, Г.Семёнов «Спорт»: Крицкий - Курзнер, А.Штиглиц - Уверский, Кожевников, Кушель - И.Егоров, П.Сорокин, Е.Лапшин, Г.Никитин, Удальцов |                      |     |         |                                |

4. Международный товарищеский матч 
| 2 окт Неоф (4) | Санкт-Петербург (II) | 0:15 | «Коринтианс» Прага | Поле «Спорта», Санкт-Петербург |
| |                      |      | - (пен.) Медек     | Зрителей: ~4000                |
| Санкт-Петербург: Коробицын - П.Соколов, Я.Белобородов-I - Власенко, Хромов, Кожевников - Дробинский, Луговской-II, Г.Семёнов, Боде, Северов : Ян Гейда - Штрымпл, Р.Веселы - Чех, Вопалецкий, Франя - Коваржик, Й.Бенеш, Медек, Выхнановски, Ян Зденек |                      |      |                    |                                |

## Комментарии
1. ↑  К.Есенин указывал для сборной Москвы только междугородние и международные матчи[1]
2. ↑  В реестре матчей сборной Санкт-Петербурга (Петрограда, Ленинграда), опубликованном группой ленинградских историков и статистиков под редакцией Н.Киселёва[2] учтены только междугородние матчи со сборными городов и республик
3. ↑  Г.Калянов предложил разделение матчей на официальные и товарищеские (для сборной Москвы)[3]
4. ↑  в том числе недоигранные и аннулированные, а также сыгранные с неформатными сборными и клубами — все матчи, объявленные как матчи официальных турниров
5. ↑  Матчи второй, третьей и т. д. (дублёров), а также ведомственных (например, сборной профсоюзов) сборных считаются неформатными. Тем не менее, междугородние матчи и «русской», и «английской» сборных Санкт-Петербурга и Москвы начала века, согласно установившейся традиции, учитываются историками[4][5][1] в их реестрах
6. ↑  Тем не менее, несколько международных матчей 1910-х годов с командами, формально не соответствующими строго данному критерию, но в игровом плане нередко подавляюще превосходившими сборные Санкт-Петербурга и Москвы, учтены[6][7] в их реестрах
7. ↑  Современные матчу финские источники называют свою команду "сборной Финляндии" — "det kombinarede finska laget" (шведск.)[9]
8. ↑  «Русскiй спортъ» и «Голосъ Москвы» указали, что на этом месте играл Г.Тилленберг, однако по петербургским источникам («Новое время» и др.) играл Белобородов II — Владимир[17], младший из братьев, игравших в «Меркуре», нападающий (в некоторых источниках вместо него указан Яков Белобородов I, защитник).
9. ↑  Сборная «Всероссийского общества футболистов-любителей» — альтернативной лиги, образованной клубами «Невский», «Нева», «Виктория» и «Оккервиль» после выхода из Петербургской футбол-лиги
10. ↑  Сборная «Всероссийского общества футболистов-любителей» — альтернативной лиги, образованной клубами «Невский», «Нева», «Виктория» и «Оккервиль» после выхода из Петербургской футбол-лиги
11. ↑  Сборная «Всероссийского общества футболистов-любителей» — альтернативной лиги, образованной клубами «Невский», «Нева», «Виктория» и «Оккервиль» после выхода из Петербургской футбол-лиги
12. ↑  Был сыгран вместо запланированного матча II сборной с «Коринтиансом» — матч был объявлен и зрители собрались на стадионе, но чехи опоздали с прибытием в Санкт-Петербург
13. ↑  Из запланированного Комитетом лиги состава явилось лишь пять игроков. Состав был спонтанно дополнен футболистами, пришедшими на матч в качестве зрителей